# Gewirke (Textil)

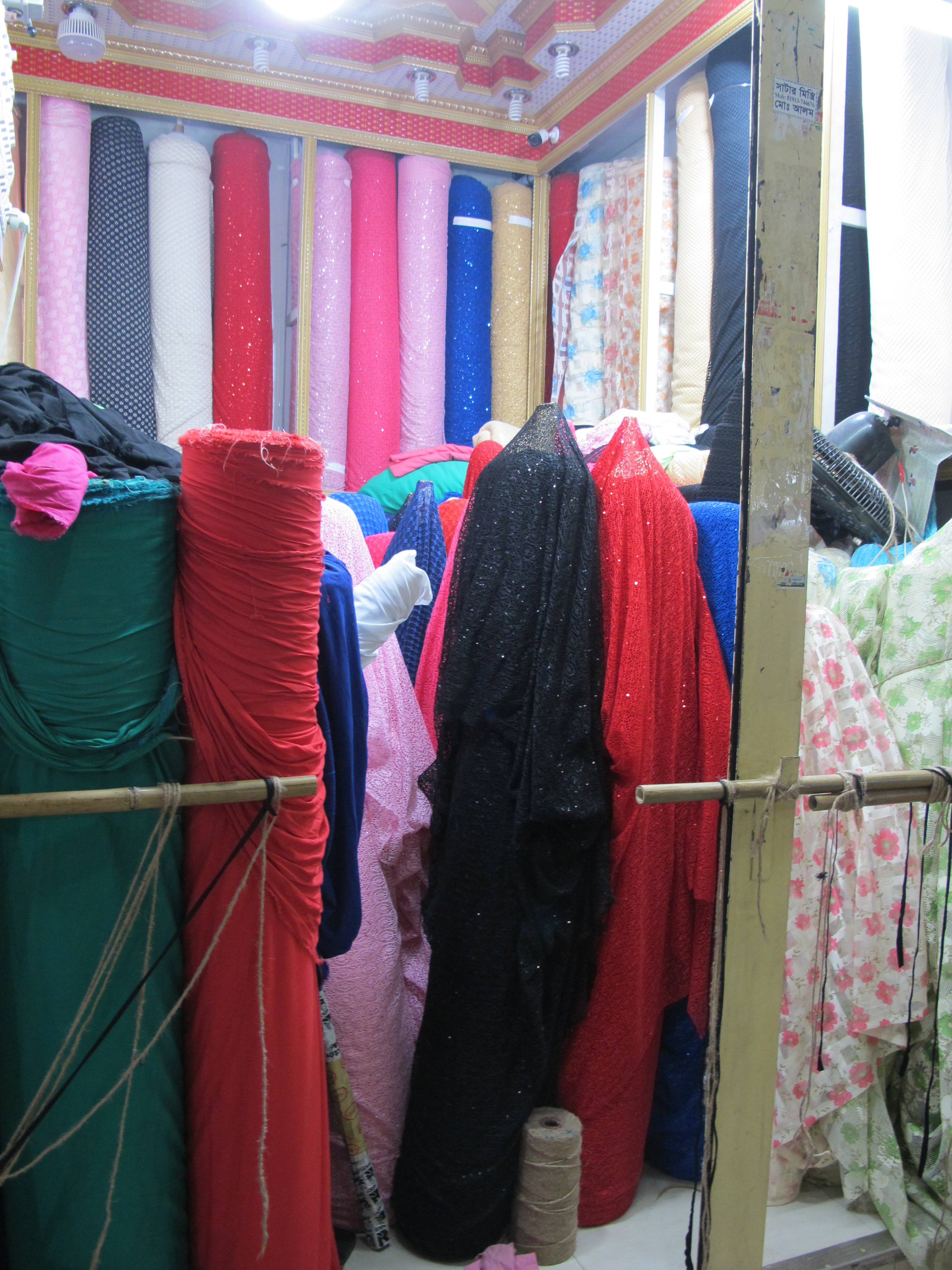
Verschiedene Gewirke

Ein Gewirke oder ein Gewirk ist in der Textilindustrie ein aus Fadensystemen durch Maschenbildung auf einer Wirkmaschine hergestellter (gewirkter) Stoff. Textile Gewirke, auch Wirkwaren genannt, zählen zu den Maschenwaren. Man unterscheidet zwischen Kuliergewirke und Kettengewirke. Aus gewirkten Textilien werden zum Beispiel Unterwäsche, Gardinenstoffe, Spitzen, Netze, aber auch Samt und Plüsch hergestellt.

## Abgrenzung von Wirkware gegenüber Strickware, Webware und Bildwirkerei
Bei den Maschenwaren wird je eine Schlaufe in eine andere Schlaufe eines Fadens geschlungen, und so die miteinander verbindende Masche gebildet. Beim Stricken oder Häkeln wird eine Masche nach der anderen hergestellt, die Maschen liegen jeweils nebeneinander und der Faden verläuft horizontal entlang einer Maschenreihe; eine derart hergestellte Maschenware heißt Strickware, gleich ob manuell oder maschinell erzeugt. Bei Wirkwaren wird eine Vielzahl von Maschen in einem Schritt gebildet, indem zahlreiche Nadeln gleichzeitig den Faden vielfach ergreifen und je in Schleifen durch Schlaufen schlingen. Ein solches Verfahren wird nur maschinell durchgeführt, wobei die Nadeln und Platinen als Gesamtheit bewegt und in bestimmten Bewegungsmustern geführt werden. Bei der sogenannten Kulierwirkware wird mit nur einem quer laufenden Faden eine Maschenreihe über der vorigen gebildet und das Ergebnis gleicht einer Strickware. Bei einer Kettenwirkware hingegen kommen zahlreiche senkrecht verlaufende Fäden zum Einsatz, und es werden zwischen benachbarten Fäden dann übereinander stehende Maschen gewirkt, also nicht in einer Reihe nebeneinander stehende Maschenstäbchen.
Im Gegensatz zu den Maschenwaren stehen die Webwaren, bei denen zwei über Kreuz stehende Fadensysteme (Kette und Schuss) miteinander verwoben werden. Nicht mit der Wirkwarenproduktion zu verwechseln ist die kunsthandwerkliche Bildwirkerei, bei der farbige Schussfäden ausschließlich manuell innerhalb der entsprechenden Farbpartien hin und her geführt werden.

## Herstellungstechniken

### Kulierwirkware
Kulierwirkware wird als Flach- oder als Rundwirkware (Schlauch) hergestellt. Es wird mit nur einem Faden gewirkt. Dieser verläuft quer, wird von vielen Nadeln gleichzeitig erfasst und durch die vorhergehende Maschenreihe gezogen; dadurch entsteht eine neue Reihe von Maschen. Der Herstellungsprozess ist ähnlich dem des maschinellen Strickens, doch werden beim Kulierwirken alle „Stricknadeln“ gleichzeitig bewegt. Aufwendige Musterungen sind auf diese Weise allerdings nicht möglich.
Kulierwirkware ist ansonsten in Optik und Trageeigenschaften von Strickware kaum zu unterscheiden.

### Kettenwirkware

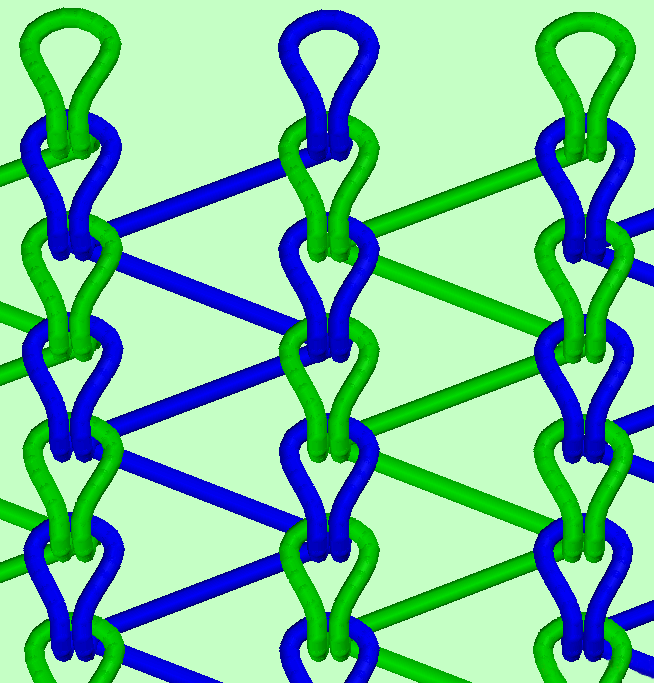
Schematische Darstellung einer Trikotlegung

Kettenwirkware wird mit vielen Fäden und mindestens ebenso vielen Nadeln hergestellt. Beim Kettenwirken laufen die Fäden senkrecht, ähnlich den Kettfäden beim Weben, werden von den Nadeln ergriffen und durch die vorher gebildeten Maschen benachbarter Fäden gezogen. Damit sich eine Fläche ergibt und nicht einzelne Maschenbänder (Luftmaschen, auch Fransen genannt), greifen die Nadeln nicht alle ein und denselben Faden, sondern abwechselnd auch benachbarte. Hierbei sind verschiedene Bindungen möglich, wobei ein oder mehrere Fäden übersprungen werden können.
Kettenwirkware unterscheidet sich optisch von Strick- und Kulierwirkware dadurch, dass die Maschen nicht gerade, sondern leicht schräg liegen. Außerdem ist der Stoff weniger elastisch. Ein Vorteil der Kettenwirkware gegenüber Kulierwirkware ist die größere Haltbarkeit, da wegen der mehrfachen Fäden kaum Maschen „laufen“ können.

## Verwendung
Der Vorteil von gewirkten gegenüber gewebten Stoffen liegt in ihrer höheren Elastizität (die aber geringer ist als bei gestrickten Stoffen). Damit verbunden ist jedoch eine geringe Formstabilität und auch die Festigkeit eines Gewirks ist geringer als die eines Gewebes. So eignen sich gewirkte Stoffe grundsätzlich für andere Anwendungen als gewebte Stoffe. Für Bekleidung sind Gewirke wegen ihrer Elastizität und Knitterfestigkeit hervorragend geeignet. Ein Vorteil der Wirkware liegt darin, dass sie eher laufmaschenfest ist. Wolle und grobe Garne eignen sich ebenso zum Wirken wie sehr feine Garne. Mit feinstem Garn und hoher Maschendichte sind hochwertige Bekleidungstextilien zu erzeugen. Es ist auch möglich, Muster einzuwirken. Durch Verwendung von elastischen Fasern im Gewirke erhält man Stretch-Textilien.

## Beispiele von gewirkten Stoffen
- Wirksamt (= Kettsamt) (ein auf einer doppelnadelbarrigen Raschelmaschine hergestellter Polstoff mit einseitigem Pol (Fadenschlinge, die aus Grundware herausragt) und einer Pollänge von bis zu 2 mm) – für Heimtextilien[3][4][5]
- Wirkplüsch (eine Wirkware mit langen Schlingen) – für Heimtextilien, Spielzeug, Pelzimitate[6]
- Jersey – für Pullover, T-Shirts[7]
- Trikotage – gewirkte Ware vorzugsweise für Unterwäsche[8]
- Wirkfrottier (Frottier-Kettengewirke) (Kettengewirke, von dem einseitig oder beidseitig Polschlingen abstehen) – für Handtücher und Bademäntel[9]
- Pikee (auch Pique, dieser Effekt wird bei Einzelfaden-Maschenwaren durch versetzte Fanghenkel erreicht) – für Poloshirts und andere Sport- und Sommerbekleidung[10]